# Mary Stevens, M.D.
Mary Stevens, M.D. é um filme de drama produzido nos Estados Unidos, dirigido por Lloyd Bacon e lançado em 1933.